# Омали
Омали, още Блазом или Плазоми (на гръцки: Ομαλή, Омали; до 1927 година: Πλάζουμη, Плазуми), е село в Егейска Македония, Република Гърция, дем Горуша (Войо), област Западна Македония.

## География
Селото е разположено на 780 m надморска височина, в областта Населица на 15 km югозападно от град Неаполи (Ляпчища) и на 6 km западно от Цотили.

## История

### В Османската империя
В края на ХІХ век Плазоми е конфесионално смесено гръкоезично село в Населишка каза на Османската империя. Александър Синве („Les Grecs de l’Empire Ottoman. Etude Statistique et Ethnographique“) в 1878 година пише, че в Плазоми (Plazomi), Сисанийска епархия, живеят 1200 гърци. Църквата „Света Параскева“ е от 1887, а „Свети Архангели“ – от 1895 година. По данни на Васил Кънчов в 1900 година в Блазомъ (Плазоми) живеят 350 гърци мохамедани и 240 гърци християни.
На Етнографската карта на Битолския вилает на Картографския институт в София от 1901 година Плазами е смесено село гърци, турци и помаци (гърци мохамедани) в казата Населица на Серфидженския санджак със 108 къщи.
Според статистика на Серфидженския санджак на гръцкото консулство в Еласона от 1904 година в Плазум (Πλάζουμ), Населишка каза, живеят 440 валахади и 150 гърци християни.
Към 1912 година в Плазани действа четата на капитан Али.

### В Гърция
През Балканската война в 1912 година в селото влизат гръцки части и след Междусъюзническата в 1913 година Блазом остава в Гърция.
В 1913 година на хълм южно от селото е изградена гробищната църква „Свети Димитър“. Иконата на свети Харалампий в нея е от 1838 година, дело на хаджи папа Йоанис Георгиу.
През 1913 година при първото преброяване от новата власт в него са регистрирани 550 жители.
В средата на 20-те години мюсюлманската част от населението на селото е изселено в Турция по силата на Лозанския договор и на негово място са заселени понтийски гърци бежанци от Турция. В 1928 година селището е регистрирано като смесено от местни коренни жители и новодошли бежанци като последните са 44 семейства или 180 души.
В 1927 година името на селото е сменено на Омали.
Населението традиционно произвежда жито, тютюн и други земеделски продукти, като се занимава и със скотовъдство.
| Име       | Име       | Ново име  | Ново име  | Описание                                                          |
| --------- | --------- | --------- | --------- | ----------------------------------------------------------------- |
| Косиастес | Κοσιάστες | Воскотопи | Βοσκοτόπι | местност на СИ от Омали, по левия бряг на Лимбини (Драбутиотикос) |

| Година    | 1913 | 1920 | 1928 | 1940 | 1951 | 1961 | 1971 | 1981 | 1991 | 2001 | 2011 | 2021 |
| --------- | ---- | ---- | ---- | ---- | ---- | ---- | ---- | ---- | ---- | ---- | ---- | ---- |
| Население | 550  | 448  | 315  | 387  | 269  | 262  | 210  | 161  | 144  | 149  | 63   | 39   |